# Cypr na Letnich Igrzyskach Olimpijskich 2020
Cypr na Letnich Igrzyskach Olimpijskich 2020 reprezentowało 15 zawodników : 9 mężczyzn i 6 kobiet. Był to  start 11 reprezentacji Cypru na letnich igrzyskach olimpijskich.

## Skład kadry

### Gimnastyka
| Zawodnik       | Konkurencja                 | Kwalifikacje | Kwalifikacje | Kwalifikacje | Kwalifikacje | Kwalifikacje | Kwalifikacje | Kwalifikacje | Kwalifikacje | Finał    | Finał    | Finał    | Finał    | Finał    | Finał    | Finał | Finał   | Źródło |
| Zawodnik       | Konkurencja                 | Przyrząd     | Przyrząd     | Przyrząd     | Przyrząd     | Przyrząd     | Przyrząd     | Razem        | Pozycja      | Przyrząd | Przyrząd | Przyrząd | Przyrząd | Przyrząd | Przyrząd | Razem | Pozycja | Źródło |
| Zawodnik       | Konkurencja                 | F            | PH           | R            | V            | PB           | HB           | Razem        | Pozycja      | F        | PH       | R        | V        | PB       | HB       | Razem | Pozycja | Źródło |
| -------------- | --------------------------- | ------------ | ------------ | ------------ | ------------ | ------------ | ------------ | ------------ | ------------ | -------- | -------- | -------- | -------- | -------- | -------- | ----- | ------- | ------ |
| Marios Jeorjiu | wielobój indywidualnie      | 13,466       | 10,666       | 12,766       | 14,100       | 13,666       | 14,333       | 78,997       | 50.          | NQ       | NQ       | NQ       | NQ       | NQ       | NQ       | NQ    | NQ      | [ 3 ]  |
| Marios Jeorjiu | ćwiczenia wolne             | 13,466       | N/A          | N/A          | N/A          | N/A          | N/A          | 13,466       | 50.          | NQ       | NQ       | NQ       | NQ       | NQ       | NQ       | NQ    | NQ      | [ 3 ]  |
| Marios Jeorjiu | ćwiczenia na poręczach      | N/A          | N/A          | N/A          | N/A          | 13,666       | N/A          | 13,666       | 52.          | NQ       | NQ       | NQ       | NQ       | NQ       | NQ       | NQ    | NQ      | [ 3 ]  |
| Marios Jeorjiu | ćwiczenia na drążku         | N/A          | N/A          | N/A          | N/A          | N/A          | 14,333       | 14,333       | 9.           | NQ       | NQ       | NQ       | NQ       | NQ       | NQ       | NQ    | NQ      | [ 3 ]  |
| Marios Jeorjiu | ćwiczenia na koniu z łękami | N/A          | 10,666       | N/A          | N/A          | N/A          | N/A          | 10,666       | 74.          | NQ       | NQ       | NQ       | NQ       | NQ       | NQ       | NQ    | NQ      | [ 3 ]  |
| Marios Jeorjiu | ćwiczenia na kółkach        | N/A          | N/A          | 12,766       | N/A          | N/A          | N/A          | 12,766       | 61.          | NQ       | NQ       | NQ       | NQ       | NQ       | NQ       | NQ    | NQ      | [ 3 ]  |

### Kolarstwo szosowe
| Zawodnik          | Konkurencja                    | Czas | Pozycja | Źródło |
| ----------------- | ------------------------------ | ---- | ------- | ------ |
| Andri Christoforu | wyścig ze startu wspólnego (k) | DNF  | DNF     | [ 4 ]  |

### Lekkoatletyka
Konkurencje biegowe
| Zawodnik        | Konkurencja           | Eliminacje | Eliminacje | Półfinał | Półfinał | Finał | Finał   | Źródło |
| Zawodnik        | Konkurencja           | Wynik      | Miejsce    | Wynik    | Miejsce  | Wynik | Miejsce | Źródło |
| --------------- | --------------------- | ---------- | ---------- | -------- | -------- | ----- | ------- | ------ |
| Milan Trajković | 110 m przez płotki(m) | 13,59      | 4.         | 14,01    | 8.       | NQ    | NQ      | [ 5 ]  |
| Eleni Artimata  | 400 m (k)             | 51,91      | 5.         | 50,80    | 5.       | NQ    | NQ      | [ 6 ]  |

Konkurencje techniczne
| Zawodnik          | Konkurencja      | Kwalifikacje | Kwalifikacje | Finał | Finał   | Źródło |
| Zawodnik          | Konkurencja      | Wynik        | Miejsce      | Wynik | Miejsce | Źródło |
| ----------------- | ---------------- | ------------ | ------------ | ----- | ------- | ------ |
| Apostolos Parelis | rzut dyskiem (m) | 62,11        | 16.          | NQ    | NQ      | [ 7 ]  |

### Pływanie
| Zawodnik         | Konkurencja        | Eliminacje | Eliminacje | Półfinał | Półfinał | Finał | Finał   | Źródło |
| Zawodnik         | Konkurencja        | Czas       | Miejsce    | Czas     | Miejsce  | Czas  | Miejsce | Źródło |
| ---------------- | ------------------ | ---------- | ---------- | -------- | -------- | ----- | ------- | ------ |
| Nikolas Antoniou | 50 m dowolnym (m)  | 23,38      | 45.        | NQ       | NQ       | NQ    | NQ      | [ 8 ]  |
| Nikolas Antoniou | 100 m dowolnym (m) | 50,00      | 40.        | NQ       | NQ       | NQ    | NQ      | [ 9 ]  |
| Kalia Antoniou   | 50 m dowolnym (k)  | 25,41      | 27.        | NQ       | NQ       | NQ    | NQ      | [ 10 ] |
| Kalia Antoniou   | 100 m dowolnym (k) | 55,38      | 29.        | NQ       | NQ       | NQ    | NQ      | [ 11 ] |

### Strzelectwo
| Zawodnik              | Konkurencja | Kwalifikacje | Kwalifikacje | Finał | Finał   | Źródło |
| Zawodnik              | Konkurencja | Wynik        | Pozycja      | Wynik | Pozycja | Źródło |
| --------------------- | ----------- | ------------ | ------------ | ----- | ------- | ------ |
| Andri Eleftheriou     | skeet (k)   | 119          | 7.           | NQ    | NQ      | [ 12 ] |
| Jeorjos Achileos      | skeet (m)   | 122+3        | 9.           | NQ    | NQ      | [ 13 ] |
| Dimitris Konstantinou | skeet (m)   | 121          | 12.          | NQ    | NQ      | [ 13 ] |
| Andreas Makri         | trap (m)    | 117          | 28.          | NQ    | NQ      | [ 14 ] |

### Żeglarstwo
| Zawodnik                 | Konkurencja  | Wyścig | Wyścig | Wyścig | Wyścig | Wyścig | Wyścig | Wyścig | Wyścig | Wyścig | Wyścig | Wyścig | Wyścig | Wyścig | Punkty | Finałowa pozycja | Źródło |
| Zawodnik                 | Konkurencja  | 1      | 2      | 3      | 4      | 5      | 6      | 7      | 8      | 9      | 10     | 11     | 12     | M*     | Punkty | Finałowa pozycja | Źródło |
| ------------------------ | ------------ | ------ | ------ | ------ | ------ | ------ | ------ | ------ | ------ | ------ | ------ | ------ | ------ | ------ | ------ | ---------------- | ------ |
| Marilena Makri           | Laser Radial | 8      | 30     | 26     | 27     | 22     | 31     | 25     | 23     | 39     | 35     | N/A    | N/A    | NQ     | 227    | 33.              | [ 15 ] |
| Natasa Lappa             | RS:X         | 24     | 25     | 26     | 19     | 17     | 22     | 20     | 20     | 18     | 12     | 22     | 19     | NQ     | 218    | 21.              | [ 16 ] |
| Pawlos Kondidis          | Laser        | 4      | 7      | 5      | 1      | 20     | 1      | 36     | 6      | 8      | 24     | N/A    | N/A    | 12     | 88     | 4.               | [ 17 ] |
| Andreas Pheobus Cariolou | RS:X         | 18     | 20     | 15     | 6      | 9      | 7      | 11     | 8      | 17     | 3      | 10     | 14     |        | 118    | 12.              | [ 18 ] |

M – Wyścig medalowy